# Hylaeus paulus
Hylaeus paulus là một loài Hymenoptera trong họ Colletidae. Loài này được Bridwell mô tả khoa học năm 1919.